# František Hájek
Pour les articles homonymes, voir Hájek.
František Hájek, né le 31 octobre 1915, à Prague, en Tchécoslovaquie et mort le 7 janvier 2001, est un ancien joueur et entraîneur tchécoslovaque de basket-ball. 

## Palmarès
Entraîneur
- Champion d'Europe 1946